# Биоко
Биоко (на испански: Bioko) е остров в Гвинейския залив и принадлежи на Екваториална Гвинея. Старото, колониално име на острова (до юли 1973 г.) е Фернандо По, по време на диктатурата на Франсиско Масиас Нгуема е преименуван на негово име Масиас Нгуема Бийого, а след падане на диктатурата през 1979 г. приема сегашното си име – Биоко. Сред племето Буби той е известен като Отчо.

## География
Площта острова е 2017 km². Дължината му от север-североизток е 70 km, а ширината – до 32 km. Бреговата му линия е слабо разчленена като в средата му от запад и изток  има два залива – Сан Карлос и Консепсион. Той е от вулканичен произход и се състои от 3 слели се вулканични масива, с най-висок връх Пико Басиле – 3012 м. Това го прави сходен със съседните острови Сао Томе и Принсипи и също като тях лежи на Камерунска вулканична линия. Климатът е екваториален, влажен, с годишна сума на валежите до 2500 mm/m². Покрит е с планински вечнозелени екваториални гори.
В миналото Биоко е представлявал краят на полуостров, свързан с континента при днешен Камерун, но остава заобиколен от вода, когато морското равнище се покачва преди около 10 хил. години в края на последната ледникова епоха.

## Население
Островът е с население от 334 463 жители към 2015 г., повечето от които принадлежат към племето Буби. Останалата част са Фернандино (негри, върнали се от Америка), испанци и преселници от съседните държави Камерун и Сао Томе и Принсипи.

## История
Счита се, че племето Буби, населяващо острова, е произлязло от племената Банту, обитавали острова през първото хилядолетие преди новата ера. През 1472 г. португалския изследовател Фернандо По открива острова, търсейки пътя към Индия. Нарекъл го Формоза Флора – Красиво Цвете, но през 1494 г. островът приема името на откривателя си. За разлика от другите острови в района Биоко има коренно население – Буби, говорещи на собствен език от езиковата група на Банту.
През 1642 г. холандската компания Източна Индия основава своя база за търговия с роби без съгласието на португалците. Временно тя става главната им база в Гвинейския залив. Португалците се завръщат отново през 1648 г. и заменят холандската фирма със своя, утвърдила се вече на съседния остров Кориско. Паралелно с това започва и формирането на ново царство на племето Буби, което вследствие на тежкото поробване са принудени да изоставят крайбрежните райони и да се заселят към по-безопасните планински райони на острова.
През 1778 г. португалците преотстъпват острова, както и остров Аннобон и останалото крайбрежие на Гвинейския залив, подписвайки договора от Ел Пардо, като в замяна получават територии в Южна Америка. Испания изпраща експедиция до острова, водена от Конде де Аргелехос, която остава на острова 4 месеца. През 1778 г. Испания назначава губернатор на острова, който остава до 1780 г.
Местният цар Моломбо (1700 – 1760) е наследен от Лорите (1760 – 1810), Лопоа (1810 – 1842). От 1827 г. до 1843 г. Британия установява свои бази на острова в Порт Кларънс и Сан Карлос, борейки се с търговията с роби. През март 1843 г. Хуан Хосе Лерена изгонва британците от острова. Мадабита (1842 – 1860) и Сепоко (1860 – 1875) били местните управници. През този период на острова се заселват стотици негри, завърнали се от Куба, както и десетки испански учени и политици.
От 1923 г. до 1930 г. ООН разследва миграциите между Либерия и испанската колония Фернандо По. Въпреки че ООН концентрира вниманието си върху Либерия, все пак разкрива злоупотреба с условията на труд на острова. В края на 19 век икономиката се ориентира от производство на палмово масло, към какаовите плантации. Зависимостта от емигрантски труд и повишаване на конкуренцията от страна на европейците е резултат на икономическа криза в първите години на 20 век. Последиците от нея са задържане на продукцията, както и неплащане на работниците. Все пак разследването на ООН е с цел да опазят либерийския труд на Африканския континент, а не опит за облекчаване на неговите злоупотреби.
Островът е бил използван като база за полети по време на гражданската война в Нигерия.

## Днес
Малабо е столица на Екваториална Гвинея и най-голям град на острова. Западно от столицата се произвежда природен газ за корабоплаване. На острова се простират обширни плантации с насаждения на маслена палма и какао, които дават 90% от произвежданото какао в Екваториална Гвинея. Има добре развита транспортна инфраструктура.

## История на пощата
Първите марки са издадени през 1868 г. от испанските колониални власти в столицата Санта Изабел (Малабо).